# Карл-Уве Штеб
Карл-Уве Штеб (нім. Carl-Uwe Steeb; нар. 1 вересня 1967) — колишній німецький тенісист.
Найвищу одиночну позицію світового рейтингу — 14 місце досяг 15 січня 1990, парну — 41 місце — 15 травня 1989 року.
Здобув 3 одиночні та 3 парні титули.
Найвищим досягненням на турнірах Великого шолома було 4 коло в одиночному розряді.
Завершив кар'єру 1996 року.

## Фінали за кар'єру

### Одиночний розряд (3–5)
| Легенда            |
| ------------------ |
| Великий Шлем       |
| Tennis Masters Cup |
| Серія Мастерс ATP  |
| Серія турнірів ATP |
| Тур ATP            |

| Результат | W/L | Дата     | Турнір              | Покриття  | Суперник          | Рахунок                      |
| --------- | --- | -------- | ------------------- | --------- | ----------------- | ---------------------------- |
| Перемога  | 1–0 | Лип 1989 | Гштад, Швейцарія    | Ґрунт     | Магнус Густафссон | 6–7(6–8), 3–6, 6–2, 6–4, 6–2 |
| Поразка   | 1–1 | Жов 1989 | Токіо, Японія       | Килим (i) | Аарон Крікстейн   | 2–6, 2–6                     |
| Поразка   | 1–2 | Січ 1990 | Сідней, Австралія   | Тверде    | Яннік Ноа         | 7–5, 3–6, 4–6                |
| Поразка   | 1–3 | Лют 1990 | Брюссель, Бельгія   | Килим (i) | Борис Бекер       | 5–7, 2–6, 2–6                |
| Перемога  | 2–3 | Чер 1991 | Генуя, Італія       | Ґрунт     | Хорді Арресе      | 6–3, 6–4                     |
| Поразка   | 2–4 | 1992     | Москва, CIS         | Килим (i) | Марк Россе        | 2–6, 2–6                     |
| Поразка   | 2–5 | Січ 1993 | Джакарта, Індонезія | Тверде    | Майкл Чанг        | 6–2, 2–6, 1–6                |
| Перемога  | 3–5 | 1995     | Москва, Росія       | Килим (i) | Даніель Вацек     | 7–6(7–5), 3–6, 7–6(8–6)      |

### Парний розряд (3–2)
| Результат | W/L | Дата     | Турнір                | Покриття   | Партнер       | Суперники                           | Рахунок       |
| --------- | --- | -------- | --------------------- | ---------- | ------------- | ----------------------------------- | ------------- |
| Перемога  | 1–0 | Жов 1988 | Брисбен, Австралія    | Тверде (i) | Ерік Єлен     | Грант Коннелл Гленн Мічібата        | 6–4, 6–1      |
| Перемога  | 2–0 | Сер 1991 | Connecticut Open, США | Тверде     | Ерік Єлен     | Даг Флек Дієго Наргісо              | 0–6, 6–4, 7–6 |
| Перемога  | 3–0 | 1991     | Москва, Росія         | Килим (i)  | Ерік Єлен     | Андрій Черкасов Олександр Волков    | 6–4, 7–6      |
| Поразка   | 3–1 | Тра 1992 | Гамбург, Німеччина    | Ґрунт      | Міхаель Штіх  | Серхіо Касаль Еміліо Санчес Вікаріо | 7–5, 4–6, 3–6 |
| Поразка   | 3–2 | Тра 1993 | Мюнхен, Німеччина     | Ґрунт      | Карел Новачек | Мартін Дамм Генрік Гольм            | 0–6, 6–3, 5–7 |